# Lista odcinków serialu Outsiders
Poniżej znajduje się lista odcinków serialu telewizyjnego Outsiders – emitowanego przez amerykańską kablową stację telewizyjną  WGN America od 26 stycznia 2016 roku do 25 kwietnia 2017 roku. Powstały dwie serię, które składają się z 26 odcinków. W Polsce serial nie był emitowany.
| Sezon | Sezon | Odcinki | Oryginalna emisja WGN America | Oryginalna emisja WGN America | Oryginalna emisja | Oryginalna emisja | Oryginalna emisja |
| Sezon | Sezon | Odcinki | Premiera sezonu               | Finał sezonu                  | Premiera sezonu   | Finał sezonu      |                   |
| ----- | ----- | ------- | ----------------------------- | ----------------------------- | ----------------- | ----------------- | ----------------- |
|       | 1     | 13      | 26 stycznia 2016              | 19 kwietnia 2016              | brak danych       | brak danych       |                   |
|       | 2     | 13      | 24 stycznia 2017              | 25 kwietnia 2017              | nieemitowany      | nieemitowany      |                   |

## Sezon 1 (2016)
| Nr | #  | Tytuł                 | Reżyseria          | Scenariusz      | Premiera WGN America | Premiera     |
| -- | -- | --------------------- | ------------------ | --------------- | -------------------- | ------------ |
| 1  | 1  | Farrell Wine          | Adam Bernstein     | Peter Mattei    | 26 stycznia 2016     | nieemitowany |
| 2  | 2  | Doomsayer             | Adam Bernstein     | Peter Mattei    | 2 lutego 2016        | nieemitowany |
| 3  | 3  | Messenger             | Michael Trim       | Peter Mattei    | 9 lutego 2016        |              |
| 4  | 4  | Rubberneck            | Michael Trim       | Ryan Farley     | 16 lutego 2016       |              |
| 5  | 5  | Demolition            | Jon Amiel          | Peter Tolan     | 23 lutego 2016       |              |
| 6  | 6  | Weapons               | Jon Amiel          | William Schmidt | 1 marca 2016         |              |
| 7  | 7  | Decomp of a Stuck Pig | Peter Werner       | Ryan Farley     | 8 marca 2016         |              |
| 8  | 8  | It's Good to Be King  | Peter Werner       | Sara Goodman    | 15 marca 2016        |              |
| 9  | 9  | Trust                 | Rosemary Rodriguez | William Schmidt | 22 marca 2016        |              |
| 10 | 10 | Day Most Blessed      | Rosemary Rodriguez | Peter Tolan     | 29 marca 2016        |              |
| 11 | 11 | Mortar                | Andrew Bernstein   | Ryan Farley     | 5 kwietnia 2016      |              |
| 12 | 12 | All Hell              | Andrew Bernstein   | Peter Tolan     | 12 kwietnia 2016     |              |
| 13 | 13 | Long Live the Bren'in | Peter Weller       | Peter Mattei    | 19 kwietnia 2016     |              |

## Sezon 2 (2017)
| Nr | #  | Tytuł                        | Reżyseria       | Scenariusz     | Premiera WGN America | Premiera |
| -- | -- | ---------------------------- | --------------- | -------------- | -------------------- | -------- |
| 14 | 1  | And the Three Shall Save You | Jon Amiel       | Peter Mattei   | 24 stycznia 2017     |          |
| 15 | 2  | Shadowside                   | Jon Amiel       | Gordon Smith   | 31 stycznia 2017     |          |
| 16 | 3  | Banishment                   | David Rodriguez | Itamar Moses   | 7 lutego 2017        |          |
| 17 | 4  | How we Hunt                  | David Rodriguez | Peter Tolan    | 14 lutego 2017       |          |
| 18 | 5  | We Are Kinnah                | Michael Trim    | Keith Schreier | 21 lutego 2017       |          |
| 19 | 6  | Kill or Be Killed            | Michael Trim    | Linda McGibney | 28 lutego 2017       |          |
| 20 | 7  | Home for Supper              | Bill Johnson    | Matt Kester    | 7 marca 2017         |          |
| 21 | 8  | Healing                      | Bill Johnson    | Itamar Moses   | 14 marca 2017        |          |
| 22 | 9  | Loyal to the Bone            | Keith Boak      | Emily Brochin  | 21 marca 2017        |          |
| 23 | 10 | Stranger in a Strange Land   | Keith Boak      | Keith Schreier | 4 kwietnia 2017      |          |
| 24 | 11 | The Run                      | Jon Amiel       | Linda McGibney | 11 kwietnia 2017     |          |
| 25 | 12 | What Must Be Done            | Jon Amiel       | Matt Kester    | 18 kwietnia 2017     |          |
| 26 | 13 | Unbroken Chain               | Jim Muro        | Peter Mattei   | 25 kwietnia 2017     |          |